# 투자
투자(投資, 독일어: Investition, 영어: investment, investing, 프랑스어: investissement)란 특정한 이득을 얻기 위하여 시간을 투입하거나, 자본을 제공하는 것을 말한다. 투자는 미래의 이익을 기대하며 돈 (때로는 시간과 같은 자원)을 할당하는 것이다.
금융 분야에서는 투자 이익을 수익이라고 한다. 수익은 배당, 이자, 임대 소득 등을 포함한 자본 이득(capital investment) 또는 투자 소득(investment income)으로 구성 될 수 있다. 예상 경제 수익은 미래 수익의 적절하게 할인된 가치이다. 수익은 일정 기간 동안의 실제 자본 이득 (혹은 손실) 또는 소득으로 구성되어 있다.
투자는 일반적으로 자산을 얻는 것이다. 만약 자산을 투자 가치가 있는 가격으로 구매 한다면 일반적으로 그 가치가 높아짐에 따라 더 높은 가격에 판매되어 수입을 창출할 수 있다.
일반적으로 투자자들은 투자가 위험할수록 높은 투자수익을 기대한다. 금융 자산은 안전한 국채와 같은 저 위험, 저 수익투자에서 신흥 시장 주식 투자와 같은 높은 위험 그리고 높은 수익에 이르기까지 범위가 다양하다.
투자자, 특히 초보 투자자는 일반적인 투자 전략 그리고 분산 포트폴리오를 적용하는 것이 좋다. 분산 투자는 전반적인 위험을 낮추는 통계적 효과가 있기 때문이다.

## 개념
일정 기간 동안의 실물자본(스톡)의 증가분을 투자 혹은 자본 형성이라 한다. 이 가운데에서 기존 자본의 감가상각(減價償却)을 포함한 것을 조투자(粗投資), '총자본 형성', 포함하지 않은 것을 순투자(純投資), '순자본 형성'이라고 부른다. 실물자본이란 고정자본인 기계설비 및 구축물(構築物)과 유통자본인 원자재나 재고품으로 이루어지며, 따라서 그 증가분인 투자도 설비투자·건설투자·재고투자의 셋으로 구분된다. 그리고 투자는 그 주체에 따라서 사기업에 의한 사적 투자와 정부나 지방 공공단체에 의한 공공 투자로 나뉜다.

## 관련 용어
투자는 차익거래, 즉 동일 상품이 지역에 따라 가격이 다를 때 이를 매매하여 차익을 얻으려는 방법과는 다르게 위험성이 높으며 자산을 투자하여야 이익을 이룰수 있다.
투자자는 투자한 자본 전체 혹은 일정부분을 잃을 수 있는 위험을 감당해야 한다. 그와 반대로 저금(은행 예금)은 명목 가치 손실 위험이 일반적으로 낮다.
투기는 대부분의 투자자가 예상 수익에 의해 정당하다고 일반적으로 생각하는 것보다 더 큰 위험 수준을 포함한다. 투기를 다른 말로 표현하자면 단기 투자라고 할 수 있다.

## 유명한 투자자
투자로 유명한 사람들 중에는 워렌 버핏이 있다. 2013년 3월 포브스 메거진에 의하면 워렌 버핏은 포브스 400 리스트에서 2위를 차지하였다. 버핏은 수많은 기사와 인터뷰를 통해 가장 좋은 투자 기법은 장기 투자이며 올바른 자산에 투자를 하기 위해서 필요한 자질은 성실함이라고 충고하였다.
Edward O. 소프 는 1970년와 1980년대에 비슷한 접근 방식을 사용한 매우 성공적인 헤지 펀드 매니저였다.
워렌 버핏과 에드워드 소프의 투자 원칙은 자금 관리에 대한 켈리 기준(Kelly criterion)과 공통점이 있다. 켈리 기준을 사용하는 수많은 투자 원칙 계산은 온라인에서 찾을 수 있다.

## 중개인과 공통 투자
투자는 보통 금융기관 중개인을 통해 간접적으로 이루어진다. 이러한 중개 기관에는 연금 기금, 은행 및 보험 회사가 포함된다. 그들은 다수의 개별 투자자로부터 받은 돈을 투자 신탁, 유닛 트러스트, SICAV 등과 같은 자금으로 묶어 대규모 투자를 할 수 있다. 각 개인 투자자는 중개인이 부과하는 수수료에 따라 구매한 자산에 대한 간접적 또는 직접 청구권을 보유하고 있으며, 이는 크고 다양할 수 있다.
집합 투자 마케팅에서 때때로 언급되는 투자 접근법에는 달러 비용 평균 및 시장 타이밍이 포함된다.

## 역사
함무라비 법 (BC 1700년경)은 담보 제공 토지 채무자 그리고 채권자의 권리를 수립하여 투자를 위한 법적 틀을 제공하였다. 재정적 의무를 지키지 못한 것에 대한 처벌은 부상이나 죽음을 수반하는 범죄에 대한 처벌만큼 심각하지 않았다.
1900년대 초 주식, 채권, 및 그외 증권 매입자는 미디어, 학계 및 상업 분야에서 투기꾼으로 설명되었다. 1950년대, 투자라는 단어는 보수적인 증권 스펙트럼으로 의미하게 되었으며 그와 반대로 금융 브로커와 광고 대행사는 위험이 높고 유행성 투기로 적용되었다. 20세기 후반 이후, 투기와 투기업자라는 용어는 구체적으로 위험이 높은 벤처 기업에 투자를 하는 투자 또는 투자자로 불리게 되었다.

## 가치 투자
가치 투자자는 저평가 주식을 매입하고 고평가 주식을 매도한다. 저평가 증권을 식별하기 위해 가치 투자자는 발행사의 재무 보고서를 사용하여 안전성을 평가한다. 가치 투자자는 주당 순이익 및 매출 증가와 같은 회계 비율을 이용하여 가치보다 가격이 낮은 안전한 증권 거래를 식별한다.
워런 버핏(Warren Buffett)과 벤자민 그레이엄(Benjamin Graham)은 가치 투자자로서 훌륭한 예이다. 그레이엄과 도드(Dodd)의 획기적인 '증권분석(Security Analyssis)'는 1929년 월스트리트의 충돌 이후에 출간되었다.
주가 수익비율(P/E)은 주당 순이익과 함께 특별히 중요하게 그리고 기본적인 비율로 인식된다. 이것은 투자자가 회사 수입의 1 달러당 얼마의 가치를 부여할 것인지에 대한 값을 제공한다. 이 비율은 여러 회사의 가치를 서로 비교하고 측정할 때 사용할 수 있는 중요한 측면이다. P/E 비율이 낮은 주식은 동일한 재무 실적을 고려했을 때 P/E가 높은 주식 주식보다 주당 비용이 적게 든다. 따라서 본질적으로 낮은 P/E가 선호되는 옵션이라는 것을 의미한다.
다른 산업의 회사들이 비교 될 때 주가수익비율(P/E)은 크게 중요하지 않다. 예를 들어, 통신 산업 주식이 비교적 낮은 40대 P/E를 기록하는 것은  합리적인 비율이지만 하이테크 주식이 낮은 P/E를 기록하는 일은 거희 없다. 기업을 비교할 때 주가수익비율은 특정 주식 평가에 대한 세분화된 시각을 제공한다.
투자자의 투자에 대한 이익을 위해 각 달러 당 회사 이익, P/E 비율은 중요한 지표이다. 또한 주가순자산비율 (P/B) 역시 많은 투자자가 신뢰할 수 있는 지표 중 하나이다. P/B 비율을 구하는 과정은 주식의 주가를 순자산으로 나누는 것으로 무형 자산은 고려되지 않는다. 그것은 무형 자산에 대한 실질적인 지불을 나타내는 것으로 주가 대비 자산 비율의 결정적인 요소이다. P / B는 비교적 보수적인 지표로 볼 수 있다.

## 잉여 현금 흐름 및 자본 구조
잉여 현금 흐름은 운전 자본과 자본 지출에 재투자를 허용 한 후 회사의 부채 및 자본 투자자가 사용할 수 있는 현금을 측정한다. 따라서 회사의 높은 잉여 현금 또는 잉여 현금의 증가는 투자자에게 매력적인 투자 대상이다.
부채비율은 자본구성의 지표가 된다. 부채비율 상의 높은 부채 비율은 회사 수입, 잉여 현금 흐름, 및 투자자의 수익을 위협하며 불안하게 만든다. 투자자는 같은 산업에 있는 회사들의 부채비율을 비교하며 상호간의 부채비율 및 잉여 현금 흐름의 트렌드를 검사한다.

## EBITDA
가장 인기있는 가치 측정 지표는 EBIT(Earnings Before Interest, Tax, Depreciation and Amortization), 즉 법인세이자 감가상각비 차감 전 영업이익이다.
예를 들어 고성장 산업에서 경쟁하는 회사와 같은 매력적인 투자의 경우, 투자자는 장부 가치 또는 현재 시장 가치보다 중요한 인수 프리미엄을 기대할 수 있다. 이는 회사가 가장 최근 EBITDA의 몇 배에 해당하는 가치이다. 예를 들어 사모 펀드 (private equity fund)는 과거 또는 예상 EBITDA의 6배 또는 8배의 가격으로 특정 기업을 매입할 수 있다.
어떤 경우에는 기업의 EBITDA가 미래 성장을 위해 희생 될 수도 있다. 이러한 경우는 주로 아마존, 구글, 마이크로소프트와 같은 대기업에서 사용하는 방법이다. 이것은 EBITDA를 기반으로 한 매수 제안에 부정적인 영향을 미칠 수 있으며 협상 실패의 원인이 될 수 있는 비즈니스 결정이다.
많은 매수자들은 매도자가 지나치게 요구한다고 생각하는 반면, 매수자는 장기간의 잠재력, 지출 또는 인수를 깨닫지 못하는 것으로 간주된다. 이는 가치 평가 위반으로 고려 될 수 있다.

## 자본이득세
미국의 경우 일년 이상의 장기 투자와 일년 이하의 단기 투자에 대한 세금 비용은 다르다. 장기 투자의 경우 자본 이득에 따라 0%에서 20%까지 다양하며 소득세에 속하는 세법에 따라 규제된다. 소득세가 15% 이하인 경우, 장기 자본 이득률은 0 %가 된다. 그 다음 소득세가 15%에서 20%인 경우 장기 자본 이득률의 15%가 자본 이득세로 부과된다. 마지막으로 소득세가 20%에서 39.6% 사이인 경우 20%의 자본 이득 세가 부과되며 3.8%의 건강 보험세가 추가로 포함된다. 단기 투자 이익세 역시 마찬가지로 총 과세 소득과 관련이 있으며 소득과 동일한 비율로 과세되고 10~39.6%의 범위를 가진다.

## 금융적 요소와의 관계
금융적 요소와의 관계에 대해 설명할 경우 ① 투자와 이자율의 관계 ② 투자와 이용가능 자금량의 관계 ③ 투자와 유동성 포지션과의 관계가 문제가 된다.  투자와 이자율의 관계에 대한 토론은 많은데 투자는 자본의 한계효율과 이자율이 균등되는 곳에서 결정된다는 케인스의 이론에서 전형적인 것이 발견된다. 따라서 케인스적 투자함수는 투자는 산출고와 이자율에 의존한다는 생각에 의한 것이었다. 그런데 그 후의 실증적 연구(interview에 의한 조사를 포함하여)에서는 이자율은 기업의 투자결의에 대해 거의 영향을 주지 않는 사실이 밝혀졌다. 이에 대한 하나의 설명으로서 자금 코스트와 투자의 관계에 착안하는 생각이 있다. 그것은 자본의 한계효율에 일치하는 이자율은 시장에서 주어진 장기이자율은 아니며 자금 조달량이 증가함에 따라 그 형태가 내부유보에서 주식 차입으로 변화됨에 따라 체증돼 가는 여러 가지 위험이나 기회비용을 포함한 자금 코스트이며 그것은 투자의 증대에 따라 체증한다는 견해에 바탕을 둔다. 이러한 자금 코스트는 시장이자율보다 매우 높은 것으로 시장이자율에 현저한 변화가 있었다고 해도 그것은 자금 코스트의 일부에 대한 변화에 그치는 것인 만큼 투자에 끼치는 영향도 적다. 이러한 견해는 듀젠베리의 학설에도 나타나 있다.  투자에 관계되는 금융적 요소로서 중요시되는 것은 이자율보다는 오히려 이용가능 자금량 혹은 유동성 포지션이다. 투자함수에 있어서의 설명변수로서 유보이윤 및 감가상각 준비금을 사용코자 하는 것도 그것이 기업의 수익성을 나타내는 지표이기 때문이라기보다는 오히려 기업의 내부자금량을 뜻하는 까닭이다. 이용가능한 자금량의 투자가 지니는 중요성에 대해서는 머윈( Merwin), 맥휴(McHugh), 헬러(W.Heller), 버터스(Butters), 린트너(Lintner), 앤듀루스(Andrews), 아이스너(R. Eisner) 등에 의해 실시된 기업에 관한 인터뷰나 조사에서 밝혀지고 있다.  투자에 대한 유동성의 영향에 대해서는 메이어와 쿠는 능력 이용도와 유동성의 투자에 미치는 영향을 비교하여 분석을 시도하고 있다. 우리나라와 같이 기업의 자기자본 비율이 낮고 외부자금에의 의존율이 높은 나라에서는 투자가 이용가능 자금량이라든가 유동성이라는 금융적 요소에 따라 크게 좌우됨은 쉽게 예상할 수 있고 따라서 투자함수에 이들 변수를 도입하는 시도가 많았다.  투자에 영향을 미치는 것으로는 이 밖에도 기술혁신, 시장점유도의 확대동기라는 것이 생각할 수 있다. 다만 이것을 어떻게 지표화시켜 투자함수로 도입하느냐에 대해서는 앞으로 남겨진 과제이다.

### 금융 투자의 종류
금융 투자의 종류:
- 대체 투자
- 전통적인 투자

## 같이 보기
- 자본 축적
- 양도소득세
- 직접 투자
- 기본적 분석
- 화폐의 시간가치